# Traités entre Rome et Carthage
Les traités entre Rome et Carthage sont essentiels pour comprendre les relations entre les deux cités de la Méditerranée occidentale, mais aussi avec les Grecs de Sicile et de l'Italie grecque, où Syracuse est la dernière ville hellénisée de la zone,,.
Rome et Carthage, deux cités-États qui réussissent à devenir des empires, ont jugé nécessaire à un moment de leurs expansions de réglementer leurs intérêts respectifs et de limiter leurs zones d'influence respectives. Durant des siècles, elles ont été alliées. Leurs intérêts et méthodes d'expansion étaient, en effet, très symétriques :
- Rome n'est pas intéressée par un développement maritime, car la cité doit d'abord se défendre contre ses ennemis proches : les Samnites, les Étrusques, les Gaulois et les Grecs, puis conquérir son hégémonie en Italie[4],[5].
- Carthage, n'a pas de réelle armée citoyenne et est contrainte de se battre contre les Grecs de Cyrène, de Massalia et de Syracuse en Sicile dans de très longues guerres (les guerres siciliennes)[6],[2]. La cité semble prête à soutenir ses conquêtes, après une étude attentive des coûts et des bénéfices qui pourraient en être tirés[6]. Le parti aristocratique veut étendre la puissance de la ville par terre, en soumettant les territoires voisins, alors que le parti commercial est plus intéressé par l'exploitation des nouvelles routes commerciales et des emporia à l'ouest de la Méditerranée[7], grâce à la qualité de la flotte punique[6].

Tous les traités signés n'ont pas permis d'éviter les hostilités entre les deux puissances de la Méditerranée occidentale, mais les quatre premiers traités ont été respectés par ces dernières, ce qui a permis des relations de tolérance réciproque entre Rome et Carthage durant deux siècles.

## Contexte
Au IVe siècle av. J.-C., dans des termes généraux, la domination commerciale de la Méditerranée est très divisée : la mer Égée est en grande partie contrôlée par les Grecs (de la Grèce, de l'Asie Mineure et - après Alexandre le Grand - de l'Égypte), les mers Adriatique et Ionienne sont l'apanage des cités maritimes situées sur les deux littoraux. La Méditerranée occidentale est dans la zone commerciale de Carthage à l'exception de la mer Tyrrhénienne, où opéraient principalement des navires carthaginois et des colonies grecques d'Italie du Sud.

### Carthage
Carthage, puissance maritime, utilise le commerce pour financer ses guerres et à travers celles-ci s'assurer des bénéfices commerciaux fructueux. La cité est fondée en 814 av. J.-C. par des colons phéniciens de Tyr qui apportent avec eux le culte des dieux de la ville, Melqart. Selon la tradition, le chef des colons est Didon - connue aussi comme Elisa - , qui a fui Tyr pour des raisons politiques,. Dès le VIe siècle av. J.-C., les marins et les commerçants de Carthage sont connus dans toute la Méditerranée occidentale, et caricaturés dans les comédies grecques. Au IVe siècle av. J.-C., après une série de conquêtes militaires, Carthage contrôle de vastes territoires dans le golfe de Syrte à l'est, situés dans l'actuelle Libye, et une grande partie des côtes de Numidie et de l'Ibérie, à l'ouest,. Les côtes de la Sardaigne et de la Corse se trouvent également sous le contrôle carthaginois, quand la cité-état tente de conquérir la Sicile au moyen de trois guerres entre 480 avec la bataille d'Himère et 307 av. J.-C.. Ces guerres n'ont pas permis aux Carthaginois de prendre le contrôle de l'île, amplement colonisée par les Grecs,,.
André Piganiol pense que Carthage est la ville la plus riche dans le monde méditerranéen, grâce à sa puissance maritime, qui lui permet de créer un véritable empire commercial et d'avoir comme alliés les Étrusques, mais aussi des ennemis comme les Grecs par exemple,.
Carthage a pour principal intérêt le commerce, les citoyens sont seulement obligés d'exercer un service militaire pour défendre leur propre ville en cas de menace directe. Cette absence d'une force citoyenne propre oblige l'armée carthaginoise à être composée surtout par des mercenaires, des paysans libyens ou de la cavalerie alliée commandée par des rois numides,,,. Les armées mercenaires amènent leur expérience militaire, mais à l'inverse manquent de valeur patriotique. Malgré cela, les différents commandants carthaginois sont en mesure de les utiliser au maximum de leur potentiel tactique alors que ces troupes sont très hétérogènes.

### Rome
Rome est fondée soixante ans seulement après Carthage (en 753 av. J.-C.),, où pendant les quatre cents premières années de son histoire elle est engagée dans une série exténuante de guerres avec les populations qui l'entourent,. Ces longues guerres ont permis de « spécialiser » l'armée romaine, initialement formée par des paysans et des bergers, dans la guerre terrestre,,. L'économie romaine ne développa pas avec le commerce, mais par l'exploitation économique des ennemis vaincus, en donnant une partie de leurs terres aux colons romains, en utilisant les forces armées de ses alliés (les socii) à leurs propres fins, en liant les classes aristocratiques de Rome et les propriétaires fonciers des villes conquises. Par ailleurs, Rome confie son commerce maritime aux navires étrusques et grecs.

## Premier traité: 509-508 av. J.-C.

La Rome des Tarquins contrôle un territoire qui correspond à la partie nord du Latium vetus, où les autres zones d'influences sont réparties de la manière suivante dans l'ouest de la mer Méditerranée en 509 av. J.-C. :
Carthaginois
Étrusques
Grecs
Romains

Le premier traité entre les deux cités-États remonte aux environs de l'année de la fondation de la République romaine (en 509-508 av. J.-C.), selon la chronologie de Varron, et selon les recherches effectuées dans les archives romaines par Polybe,,,,,, et est signé à la demande de Carthage. Polybe ajoute que le texte original latin est dans une langue très archaïque, et qu'il ne pouvait être compris que par les plus expérimentés et avec une grande difficulté.
Toutefois les sources classiques divergent sur cette datation archaïque. En effet, Tite-Live ne cite jamais le premier traité et se réfère au traité de 306 av. J.-C. comme le troisième signé entre les deux puissances. Il est possible d'en déduire que Tite-Live a la connaissance d'un traité antérieur à celui de 348 av. J.-C., même s'il n'est pas possible d'établir en quelle année il est signé. Diodore de Sicile soutient, pour sa part, que le premier traité entre Rome et Carthage n'est pas établi avant 348 av. J.-C..
L'historiographie moderne est également divisée sur la datation du premier traité : Theodor Mommsen ne croit pas en un traité signé en 509 av. J.-C. et pense que cette date déterminée par Polybe est trop précoce. Il en est de même pour Gaetano De Sanctis et André Piganiol.
Massimo Pallottino démontre, d'autre part, que pour la majorité des historiens la date avancée par Polybe est fausse. Brian H. Warmington, pour sa part, ajoute que c'est probablement le premier traité similaire à d'autres traités antérieurs qui ne fait que compléter ceux conclus entre les Carthaginois et les villes de l'Étrurie, villes parmi lesquelles il y avait celle de la Rome des Tarquins. Par ailleurs, les intermédiaires entre les deux cités semblent être les Étrusques. La datation donnée par Varron est légèrement différente des calculs réalisés par Polybe, car il place l'évènement en 508 av. J.-C.. En effet, Polybe commence lui, son calcul à partir de l'offensive perse menée par Xerxès Ier, roi de Perse, lorsqu'il traverse l'Hellespont au moment de conduire l'expédition punitive contre les villes grecques en juin 480 av. J.-C..
C'est pendant la guerre avec Ardea, que l'expulsion de Tarquin le Superbe arrive : la République apparaît alors avec ses premiers consuls,. Une fois que le roi étrusque est chassé, Rome a la nécessité d'assurer ses approvisionnements, gérés principalement auparavant par des marchands grecs et surtout étrusques (surtout par la ville étrusque de Cisra par l'intermédiaire de son port dénommé Pyrgi). La Rome républicaine resserre ses liens progressivement avec Cisra, comme en témoigne le fait qu'au moment de l'invasion gauloise de 390 av. J.-C., beaucoup de Romains ont fui vers cette ville,. Rome recherche aussi alors le support des Carthaginois, car ils semblent opérer également dans la ville de Cirsa, comme peuvent le montrer des découvertes archéologiques réalisées à Pyrgi où apparaissent des inscriptions votives en étrusque et en phénicien.
Dans la même période, Carthage est en conflit avec les colons grecs quittant la Grèce vers la Méditerranée occidentale. Sur tous les littoraux de l'Italie méridionale et de la partie orientale de la Sicile, de nombreuses cités grecques restreignaient le commerce punique avec les populations de l'intérieur de ces deux régions. Carthage et son domaine africain (dont les estimations sont d'environ 72 500 km2 et 3-4 millions d'habitants à cette époque), ont commencé à conquérir une partie de la péninsule Ibérique, puis, à contrarier le commerce des Phocéens, car ces derniers sont les alliés des Étrusques (bataille d'Alalia en 535 av. J.-C.). Après cette bataille, les Étrusques occupent la Sicile orientale et les îles de la mer Tyrrhénienne, alors que les Carthaginois se réservent l'occupation de la Sardaigne et de la Sicile occidentale,,,,,. En 510 av. J.-C., Carthage combat en Sicile occidentale pour freiner les installations spartiates dans la région.

### Limites de l'influence romaine
Avec le traité de 509 av. J.-C., cité par Polybe, Rome et ses alliés s'engagent à ne pas naviguer au-delà d'une limite fixée par le promontorium Pulchrum (situé entre le cap Bon et le cap Farina), sauf en cas de tempête ou d'attaque de navires ennemis ; en cas de force majeure, ils peuvent acheter dans le territoire carthaginois tout ce qui pourrait leur être nécessaire pour effectuer des réparations urgentes ou pour participer à des cérémonies sacrées, et ils doivent repartir dans les cinq jours après leur arrivée dans un port punique. Les commerçants peuvent commercer en Sardaigne et en Afrique seulement sous le contrôle de commissaires-priseurs afin d'apporter des garanties au vendeur. Toutefois, dans la Sicile carthaginoise, les Romains ont les mêmes droits que les Carthaginois.
Il est important de noter que Carthage considère les territoires de Sardaigne et d'Afrique comme sous sa domination, tandis que le traité ne réglemente que les territoires non grecs en Sicile.
La contrepartie de la limitation de l'influence romaine est la reconnaissance de l'hégémonie de Rome sur le Latium, et la promesse d'une protection militaire et d'une couverture navale, que Carthage peut fournir contre des attaques éventuelles de Cumes ou d'autres polis de la Grande-Grèce qui sont également des adversaires de la ville punique à cette époque. La République romaine était encore très jeune et engagée dans des guerres contre les populations italiques et les Étrusques qui avec Porsenna essaient de reprendre le pouvoir que les Tarquins ont perdu à Rome,. Par ailleurs, à cette époque, Rome n'a pas des intérêts expansionnistes au sud du Latium et la marine commerciale romaine est presque inexistante, puisqu'elle ne semble se constituer seulement qu'à partir de 311 av. J.-C.,.

### Limites de l'influence carthaginoise
Dans le traité de 509 av. J.-C., Carthage et ses alliés se sont engagés à ne pas causer des dommages à certains peuples du Latium « sujets des Romains », mais également à quelques villes indépendantes. En effet, en cas de conquête carthaginoise, ces villes devaient être rendues à Rome intactes. Les Carthaginois ne peuvent pas construire de forteresses dans le Latium, ni y passer la nuit. En substance, si Carthage venait à occuper une ville latine non soumise à Rome, elle pouvait garder les biens acquis et les prisonniers, mais devait rendre la ville aux Romains (clause que André Piganiol attribue aux villes d'Antium et Circeii),.
À travers ce traité, il est possible de constater que Rome ne considère sous son influence que le Latium. Il n'y est fait aucune mention de la Campanie, et surtout aucune mention de l'Étrurie.

### Analyse

Les limites de navigation définies par Rome et Carthage lors du traité de 509 av. J.-C.
Zone mixte
Zone tolérée pour les urgences navales romaines
Zone interdite à Rome

Extension romaine entre la fondation de la cité (753 av. J.-C.) et l'avènement de la République (509 av. J.-C.).
753 av. J.-C.
700 av. J.-C.
500 av. J.-C.

Ce traité permet de déterminer les zones d'influence respectives de Rome et de Carthage, et permet à cette dernière de s'affirmer comme le centre politique et commercial de Carthage en Méditerranée occidentale. Carthage peut ainsi éviter d'opérer militairement dans le Latium, alors que la cité est déjà engagée dans des guerres contre les Grecs. La cité punique est avant tout intéressée par la protection du trafic maritime et commercial dans sa sphère d'influence, qui se situe dans la Méditerranée occidentale.
Massimo Pallottino ajoute que le texte du traité rapporté par Polybe, révèle une prééminence de Carthage dans la zone d'influence romaine. Outre les restrictions commerciales imposées sur la navigation et les activités commerciales romaines, les accords concernant Rome semblent montrer des interdictions par rapport aux initiatives carthaginoises. Ces interdictions reflètent une situation de domination partielle de Rome sur le Latium, et qui correspondent à celles décrites sous le règne de Tarquin le Superbe. Il convient de noter, par conséquent, une infériorité claire du parti romano-latin par rapport aux Carthaginois, ce qui n'est pas très différent de ce qui existait déjà avec son allié étrusque.
Il faut constater ici, que Carthage ne renonce qu'à des actions de guerre sur un petit territoire, le Latium, où de toute manière, elle n'avait pas d'intérêts, et elle maintient ses mains libres pour des actions contre les Grecs, qui sont des concurrents commerciaux et militaires plus connus, plus puissants et plus dangereux. De plus, il ne faut pas oublier que Carthage a déjà divisé la mer Tyrrhénienne en différentes zones d'influence avec ses alliés Étrusques : les Étrusques se voyant attribuer la zone entre la Campanie et les Alpes, alors que les Carthaginois tente de contrôler le sud-est de la zone occupée par les Grecs, afin de garantir la sécurité des voies maritimes menant vers la Corse et la Sardaigne, et éviter l'expansion politique et commerciale des Grecs dans la région.
La carte permet de constater que :
- la zone mixte est soumise au contrôle naval étrusque au nord et grec au sud[70]. C'est dans cette zone que les Carthaginois recrutent des Italiques comme mercenaires, c'est le cas en Campanie par exemple au IVe siècle av. J.-C.[71].
- la zone tolérée pour les urgences n'est pas sous le contrôle direct des Carthaginois. Les marines grecques au sud et étrusques au nord agissent librement[70]. Carthage se réserve le droit d'éliminer une petite concurrence commerciale en laissant « magnanimement » la possibilité aux Romains de trouver refuge temporairement en cas d'agression ou de tempête[38].
- dans la zone interdite à Rome, Carthage empêche avec ses flottes de guerre, chaque opération commerciale concurrentielle au-delà du détroit de Sicile et sur les côtes africaines[38].

Le fait que certaines villes du Latium soient mentionnées dans le traité amène à se poser la question « Pourquoi celles-ci et pas d'autres ? ». Il faut rappeler que l'expansion romaine, avant la chute de Tarquin le Superbe, est passée des zones du sud de l'Étrurie, vers la côte tyrrhénienne au sud-ouest, dans le Latium vetus. La République romaine est proclamée, alors que l'armée de Tarquin opère contre Ardea.
Il est possible de légitimement supposer que Rome voulait prévoir l'interdiction d'intervenir pour certains rivaux dans sa région au fur et à mesure qu'elle commence son expansion vers le sud. D'où l'interdiction pour Carthage de construire des forteresses dans la région comme le rapporte Tite-Live.

## Second traité: 348 av. J.-C.

Carthage a peu étendu son territoire entre 509 et 348 av. J.-C.. Les Étrusques subissent les attaques de Gaulois et des Romains, :
Carthaginois
Étrusques
Grecs
Romains

En 348 av. J.-C., Rome et Carthage signent un second traité, même si pour quelques auteurs anciens et contemporains, il ne s'agit que du premier traité entre les deux cités-états. Brian H. Warmington considère que ce second traité est signé pour resserrer les relations entre les deux cités-états, en prenant compte des changements effectués par rapport aux 150 années le séparant du premier traité. Ce nouveau traité reconnait non seulement les intérêts territoriaux des deux protagonistes, mais aussi les alliances respectives des deux signataires.
En pratique, ce deuxième traité semble la copie du premier traité, avec cependant, l'ajout de quelques villes et de nouvelles conditions moins favorables aux Romains. Du côté carthaginois, les villes Tir et d'Utique sont ajoutées au traité alors que les villes situées sur la côte du Latium et alliées à Rome ne doivent pas être attaquées par la ville punique.

### Analyse
Howard H. Scullard ajoute qu'avec ce nouveau traité, les marchands romains sont exclus de la Sardaigne, de la Libye, de la Méditerranée occidentale et du golfe de Tunis jusqu'à la ville de Mastia en Ibérie. Seules les villes de la Sicile carthaginoise et Carthage restent « ouvertes » aux commerçants romains. À la même période, Rome est concentrée sur son arrière-pays et sa future rivale transforme la Méditerranée occidentale en un « lac » carthaginois.
Il est possible de se demander les raisons pour lesquelles les deux villes s'entendent sur la nécessité de renouveler le précédent traité ? Giovanni Brizzi pense que Rome en renonçant à son droit précédent sur la Sardaigne, peut obtenir l'appui naval de Carthage, mettant ainsi la ville à l'abri de possibles attaques venues de la mer, alors qu'elle est exposée à une nouvelle menace venant des Celtes, exploitée par les tyrans de Syracuse. En plus de ces considérations, il faut ajouter que :
- Rome, après environ 150 ans, a réussi à conquérir une grande partie de l’Étrurie, à éliminer Véies et à repousser l'invasion des Gaulois de Brennus en 390 av J.-C.[50], mais dès les années 360 av. J.-C. une seconde invasion est en train d'envahir la plaine padane, ce qui amène des appréhensions chez les Romains[78]. Par ailleurs, pendant ces années, Rome est secouée par des luttes intestines, entre les patriciens et les plébéiens pour l'accès aux charges publiques, puis au domaine politique[79] et pour la gestion des territoires conquis lors d'incessantes guerres. Par nécessité ou par choix, Rome se bat à cette époque contre plusieurs peuples tels que les Herniques, les Volsques, les habitants de Tibur et les Étrusques[80], et se prépare à se battre avec les Samnites, qui étaient descendus des montagnes pour envahir la riche Campanie et qui visaient également la ville de Rome[81],[82].
- En Sicile et dans la sud de l'Italie, Denys l'Ancien (405-367 av. J.-C.) essaie non seulement définitivement d'éliminer les Carthaginois de l'île[83], et tente de créer un embryon premier d'État grec en Italie, qu'André Piganiol définit un « royaume des deux Sicile » qui aurait pu arrêter Rome. Denys le Jeune cherche, après la mort de son père, à agrandir le royaume dont il vient d'hériter en affrontant d'autres cités grecques. Une alliance entre les Carthaginois et quelques cités grecques permet de détruire le royaume de Denys le Jeune, qui est déposé en 344 av. J.-C.[84]. Tarente profite de la situation, car elle est restée en dehors des différents conflits, pour agrandir son influence et son commerce, même si elle n'a pas réussi à créer un État étendu[84].
- Carthage, après avoir donné une limite à son expansion en Cyrénaïque[85] établissant ainsi la frontière orientale du territoire punique, continue à se battre contre les Grecs situés à l'Ouest de la Méditerranée, en particulier avec Syracuse, pour le contrôle de la Sicile[86].
- les Étrusques, auparavant alliés avec les Carthaginois contre les Grecs[87], sont arrêtés dans leur expansion par les Gaulois dans le nord de l'Italie et par Rome dans le Latium, et perdent la Campanie occupée par les Samnites[73],[74].

## Troisième traité: 306 av. J.-C.

Les Romains poursuivent leur expansion dans le centre de l'Italie après la guerre latine (340-338 av. J.-C.) et à la fin de la seconde guerre samnite (326-304 av. J.-C.). Les Carthaginois occupent la Corse. Après la mort d'Alexandre le Grand, son empire est divisé entre les Diadoques. Cyrène passe à la dynastie ptolémaïque.

En 306 av. J.-C., un troisième traité est signé entre Rome et Carthage. Nous n'en connaissons pas le contenu, car Polybe ne le mentionne pas (et il fut probablement tenu secret par l'État romain). Mais, selon l'historien Philinos d'Agrigente, qui se montre très souvent favorable au parti punique en général, Rome accepte de ne pas interférer dans les affaires siciliennes, pendant que Carthage s'engage à faire de même dans la péninsule italique,,.
Rome est désormais devenue le premier État en Italie et, par conséquent, une puissance méditerranéenne. C'est l'une des raisons pour lesquelles Carthage, en guerre avec Agathocle de Syracuse et désireuse de l'empêcher de demander de l'aide à cette nouvelle puissance en Italie, demande à l'Urbs un nouveau traité. Rome accepte, car elle n'est pas encore prête à se mesurer à Carthage, même si son territoire était supérieur à celui d'Agathocle.
Dès 316 av. J.-C., Agathocle de Syracuse est monté sur le trône de Syracuse et lance une campagne pour chasser les Carthaginois de Sicile. En 310 av. J.-C., il débarque en Afrique pour apporter directement la guerre sur le territoire carthaginois et l'année suivante, il bat la cité de Cyrène. Cependant, Agatocle de Syracuse doit retourner en Sicile après la défaite subie par son fils Archagathe de Libye.
Pour Rome, le traité est également d'une utilité importante, car après avoir mis sous son propre contrôle une grande partie de l’Étrurie méridionale et du territoire côtier de Campanie, la jeune république se trouve confrontée aux guerres samnites, qui vont éclater en 343 av. J.-C., pour seulement se terminer en 290 av. J.-C. Ces guerres deviennent une révolte globale des populations du Latium, de l’Étrurie et du Samnium qui essaient de se libérer de la domination romaine,,. Dans le même temps, Rome continue sa politique diplomatique avec le monde grec : elle signe des accords avec Rhodes en 306 av. J.-C., ville qui connaît une expansion commerciale forte, et puis stipule dans un traité avec Táras en 302 av. J.-C. fixant la limite de navigation de Rome au promontoire Lacinius (aujourd'hui cap Colonna),.

## Quatrième traité: 279-278 av. J.-C.

Expansion romaine en Italie centrale durant la guerre contre Pyrrhus (280--275).

À Rome, tous les traités sont conservés sur des tables de bronze, dans l'Ærarium, près du temple de Jupiter capitolin.
Le quatrième traité entre Rome et Carthage est signé entre la fin 279 av. J.-C. et le début 278 av. J.-C., à l'époque du passage de Pyrrhus Ier en Italie. Ce passage force les deux États à former un nouveau pacte pour la première fois dans une guerre directe. Giovanni Brizzi soutient que le motif est basé sur la symmachie grecque, c'est-à-dire un pacte militaire de défense mutuelle contre le souverain de l'Épire, Pyrrhus. Même le prévoyant Howard H. Scullard, ajoute que la nouvelle alliance a temporairement suspendu les restrictions imposées par le traité précédent de 306 av. J.-C.. Brian H. Warmington ajoute que les Tarentins ont contraint Rome et Carthage à réaliser une alliance temporaire.

### Tarente
En 290 av. J.-C., les guerres samnites entre Rome et le peuple samnite sont officiellement terminées,. L'action de Rome dans ce territoire a allégé la pression des populations italiques sur les villes grecques du Sud de l'Italie et en particulier sur Tarente. Syracuse est continuellement en guerre avec Carthage et - après la mort d'Agathocle - elle est secouée par des guerres civiles. Les Italiques sont, eux, attaqués par les légions de Rome. Tarente est dans une période de splendeur et d'expansion, et réussit même à limiter le trafic maritime de Rome avec le traité de 303 av. J.-C. Toutefois, l’État romain est un ennemi plus difficile à combattre, et il l'a véritablement montré en battant les Samnites. En 282 av. J.-C., une flotte de dix navires romains se présente dans les eaux de Tarente, en violation du traité, mais ces derniers sont détruits ou contraints de fuir,,,. Une ambassade romaine est envoyée pour récupérer un navire et des prisonniers capturés, elle est outragée. La guerre devint inévitable en 281 av. J.-C. et les Tarentins essaient d'abord de former une alliance avec des peuples italiques anti-romains, mais il devient rapidement évident que cela ne suffira pas. C'est ainsi que la cité décide de demander de l'aide à Pyrrhus Ier.

### PyrrhusIer

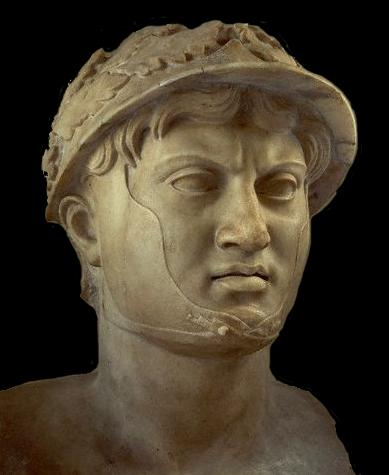
Statue de Pyrrhus Ier, conservée au musée archéologique national de Naples.

En 280 av. J.-C., Pyrrhus a 39 ans. Il est envoyé comme otage dans l'Égypte des Ptolémées par Cassandre de Macédoine, puis il est installé sur le trône de l'Épire en 297 av. J.-C. par Ptolémée Ier Sôter, qui lui donne sa fille Berenice. Deux ans plus tard, il épouse la fille d'Agathocle de Syracuse, Lanassa, qui lui apporte en dot les îles de Leucade et de Corcyre. Ce mariage marque un tournant,. Pyrrhus est désormais apparenté, à la fois à Alexandre le Grand et à Agathocle.
En 280 av. J.-C., Pyrrhus est appelé en Italie par les habitants de Tarente, qui sont en train de succomber à l'attaque des légions romaines. Il arrive avec une armée de 25 000 hommes et 20 éléphants en se présentant comme le champion de la Grèce contre l'avance des barbares italiques,,. Quelques-uns ont pensé, de manière optimiste, qu'il a cherché à créer en Occident un empire semblable à celui d'Alexandre le Grand, en Orient.
L'attaque de Pyrrhus contre Rome est, initialement couronnée par un succès : la bataille d'Héraclée en Lucanie contre les légions conduites par Publius Valerius Laevinus est gagnée grâce aux éléphants qui n'étaient pas connus des Romains. Cependant, les pertes sont élevées pour les deux adversaires, Pyrrhus envoie alors une ambassade pour proposer la cessation des hostilités. Toutefois, la guerre continue sous l'action de Appius Claudius Caecus.
Une flotte carthaginoise de cent-vingt navires arrive rapidement dans le port romain d'Ostie, en lien avec les clauses des traités précédents d'alliance entre la ville punique et les Romains. Howard H. Scullard et Giovanni Brizzi soutiennent que Carthage de fait offre à Rome une aide militaire, une flotte pour bloquer Pyrrhus, et une aide économique pour continuer la guerre,. Brian H. Warmington ajoute que la grande flotte punique, certainement la plus importante que les Romains aient vu à l'époque, renforce le parti de ceux qui ne voulaient pas céder à une paix avec Pyrrhus. Un autre argument très convaincant est la livraison par l'amiral carthaginois Magon d'un riche cadeau en argent, qui permet aux Romains d'être en mesure de payer les renforts reçus de la part de leurs alliés.
En 279 av. J.-C., une seconde grande bataille a lieu à Ausculum, sur les rives du fleuve Aufide, qui voit la victoire du roi épirote sur les forces des consuls Publius Sulpicius Saverrio et Publius Decius Mus. Cette bataille amène d'importantes pertes (3 500 soldats pour Pyrrhus contre 6 000 pour les Romains), ce qui a rendu célèbre l'expression « victoire à la Pyrrhus »,.

### Carthage
Syracuse se trouve en état de guerre du fait que Pyrrhus ait épousé la fille d'Agathocle. Ce dernier offrit au roi d’Épire la couronne de Sicile pour son fils, à condition qu'il participe à la guerre contre Carthage et qu'il chasse les Carthaginois de l'île. Pyrrhus accepte de devenir champion de la Grèce, après avoir essayé de se débarrasser de ses engagements dans le sud de l'Italie, peut-être en concluant un accord avec le consul romain Fabius et en exigeant une immunité pour Tarente. Le roi d'Épire, part ensuite pour son aventure sicilienne, en réussissant à expulser les Carthaginois jusqu'à Lilybée. L'alliance entre Syracuse et Pyrrhus force Carthage à renouveler la sienne avec Rome,.

### Brève analyse
Il est possible de remarquer une amélioration des conditions du traité pour Rome grâce à une reconnaissance accrue de sa puissance militaire et économique, tandis que Carthage montre une plus grande faiblesse, résultat, sans doute, des problèmes séculaires en Sicile contre les Syracusains. En apparence seulement, car le traité voit Carthage « accorder à Rome presque un rôle paritaire ». André Piganiol, en fait, fait valoir que puisque Pyrrhus pense intervenir en Sicile, il est dans l'intérêt de Carthage, de le garder en Italie. C'est la raison du chemin parcouru par l'amiral Magon jusqu'à Ostie, à la fin 279 av. J.-C. et au début de 278 av. J.-C.. Le traité est donc demandé par Carthage, et non pas par Rome.
Polybe nous apprend que Pyrrhus est spécifiquement mentionné dans le traité, et que les deux puissances sont libres de traiter avec le roi d'Épire, mais qu'elles préfèrent faire une véritable alliance en cas d'attaque de leur territoire par le roi épirote. André Piganiol fait alors remarquer, que Carthage continue de reconnaître l'hégémonie romaine en Italie, mais en revendiquant pour elle-même des prétentions sur la Sicile, elle est même prête à fournir à Rome sa flotte en échange d'une armée de terre romaine. La proposition carthaginoise fait ainsi échouer un possible accord possible entre Pyrrhus et les Romains. Les Carthaginois entreprennent afin de fournir, en cas de besoin, des bateaux pour le transport de troupes, tout en maintenant - comme de bons marchands - le coût à la charge de chaque parti. Toutefois, Carthage n'engageait pas ses marins à terre. Du point de vue carthaginois, Rome apparaît comme un fournisseur de troupes à bon prix.
Par ailleurs, à l'époque, la marine de Carthage est le fleuron de toute l'armée carthaginoise. En effet, dès le Ve siècle av. J.-C., c'est l'ingénierie marine carthaginoise qui invente la quadrirème, puis la quinquérème, qui est le navire le plus moderne de l'époque, et est notamment utilisé plus tard lors des guerres avec Rome. Les Carthaginois sont aussi des ingénieurs qualifiés, capables d'élaborer des techniques de montage de coques extrêmement rapides.
La perte de navires et de leurs équipages de rameurs constitue toujours à Carthage  un événement grave, puisque son pouvoir est presque détenu exclusivement grâce à sa force maritime, qu'elle utilise pour dissuader les attaques ennemies. En raison de l'importance que recouvrait la flotte, les marins étaient tous des Carthaginois, à savoir des citoyens, alors que la plupart des forces terrestres puniques se composent de mercenaires,,,.

### Vers le premier affrontement
Les relations entre Rome et Carthage ont toujours été excellentes, comme en témoignent les traités signés entre 509 et 278 av. J.-C.. En 275 av. J.-C., après la défaite de Maleventum, Pyrrhus retourne définitivement en Épire et laisse Rome maîtresse de toute la péninsule italienne jusqu'au sud de l'Apennin toscan-émilien,. Plutarque mentionne de la manière suivante les conséquences sur la Méditerranée occidentale de la victoire romaine :
« 
Ô mes amis, quel champ de bataille nous laissons aux Carthaginois et aux Romains !
 »
— Plutarque, Vie de Pyrrhus.
Rome est maintenant en contact étroit avec la culture grecque de la Magna Græcia, ce qui facilite l'apprentissage dans les domaines de la construction technique et de la gestion des navires. À ceci, il faut ajouter la prise de conscience de Rome vis-à-vis de la puissance de ses légions qui ne craignaient même plus les éléphants après les affrontements de la guerre contre Pyrrhus. Cette victoire sur Pyrrhus a apporté à Rome un grand prestige, car les Ptolémées d'Égypte ont demandé l'amitié du peuple romain, ainsi que les rois de l'Est de la Méditerranée,.
Quinze années plus tard, en 264 av. J.-C., la première guerre punique est déclenchée. C'est l'île de Sicile, qui servit de casus belli entraînant les deux anciennes puissances alliées de la Méditerranée occidentale à l'affrontement,

## Cinquième traité: 241 av. J.-C.
À la fin de la première guerre punique, Carthage est défaite et se trouve dans une situation financière désastreuse. Elle doit verser d'importantes sommes  (3.200 talents eubéens sur 10 ans) à titre de compensation aux vainqueurs et doit rendre tous les prisonniers de guerre sans rançon. La riche Sicile est perdue et passe sous le contrôle de Rome, avec interdiction pour Carthage de faire la guerre à Hiéron II de Syracuse.

## Sixième traité: 237 av. J.-C.

Expansion romaine dans les îles de la mer Tyrrhénienne (Sicile, Sardaigne, Corse) après la première guerre punique (264--241

Carthage se trouve dans l'impuissance de payer les mercenaires libyens et numides qu'elle utilisait, à cause de l'énorme somme que la ville devait verser aux Romains. Elle subit alors une révolte sanglante qui demande trois années d'efforts et d'atrocités pour être matée. Rome profite de cette révolte pour occuper la Sardaigne et la Corse, et contraindre Carthage à  payer une autre indemnité supplémentaire de 1 200 talents afin d'éviter une nouvelle guerre, car la ville ne pouvait pas se le permettre.
Cette action est considérée comme une humiliation par les Carthaginois, car ils ont dû accepter la défaite sans avoir combattu. Rome a agi sans scrupules, aggravant ainsi ses relations avec ses nouveaux rivaux les Carthaginois, alors  qu'ils se remettaient lentement de la première guerre punique.

## Annexe

#### Ouvrages
- (it) Giovanni Brizzi, Storia di Roma [« Histoire romaine. 1, Des origines à Auguste »], vol. 1 : Dalle origini ad Azio, Bologne, Patron, 1997 (ISBN 978-88-555-2419-3).
- (it) Giovanni Brizzi, Scipione e Annibale, la guerra per salvare Roma, Bari-Rome, Laterza, 2007, 411 p. (ISBN 978-88-420-8332-0).
- (it) Andrea Carandini, Res Publica. Come Bruto cacciò l'ultimo re di Roma, Milan, Rizzoli, 2011, 190 p. (ISBN 978-88-17-04813-2, lire en ligne)
- (it) Gaetano De Sanctis, La conquista del primato in Italia, vol. 2, Florence, La Nuova Italia, 1988 (ISBN 88-221-0510-9)
- (it) Alexander Demandt, I Celti, Bologne, Il Mulino, 2003, 136 p. (ISBN 88-15-09306-0)
- (it) Giovanni Garbini, I Fenici nel Mediterraneo occidentale fino al V secolo a.C., Bompiani, 1996 (ISBN 88-452-2821-5)
- (it) Adrian Goldsworthy, Storia completa dell'esercito romano, Logos, 2007, 224 p. (ISBN 978-88-7940-306-1)
- Maria Giulia Amadasi Guzzo, Carthage, Paris, PUF, 2007, 127 p. (ISBN 978-2-13-053962-9)
- (en) Tom Holland et Jane Penrose, Rome and her enemies, 2005
- Michel Kaplan et Nicolas Richer, Le monde grec, vol. 1, Bréal, 1998, 384 p. (ISBN 978-2-85394-808-1, lire en ligne)
- Yann Le Bohec, Histoire militaire des guerres puniques : 264-146 av. J.-C., Paris, Tallandier, coll. « Texto », 2014 (1re éd. 1996), 337 p. (ISBN 979-10-210-0450-4)
- Serge Lancel, Carthage, Paris, Fayard, 1992 (réimpr. 2000)
- (en) Fik Meijer, A History of Seafaring in the Classical World, Routledge, 1986, 248 p. (ISBN 978-0-7099-3565-0)
- (it) Theodor Mommsen, Dall'unificazione d'Italia alla sottomissione di Cartagine, vol. 3, Milan, Dall'Oglio, 1977
- (it) Theodor Mommsen, Storia di Roma, Milan, Greenbooks Editore, janvier 2015 (1re éd. 1854-1856)
- (it) Sabatino Moscati, Italia punica, Milan, Rusconi, 1986, 416 p. (ISBN 88-18-12032-8)
- (it) Domenico Musti, La spinta verso il Sud : espansione romana e rapporti "internazionali", vol. 1, Turin, Einaudi, 1990 (ISBN 978-88-06-11741-2)
- (it) Massimo Pallottino, Origini e storia primitiva di Roma, Milan, Rusconi, 1993, 417 p. (ISBN 88-18-88033-0)
- G. Ch. Picard, « Le traité romano-barcide e 226 av. J.-C. », dans Melanges J. Carcopino, Paris, 1966, p. 747-762.
- (it) André Piganiol, Le conquiste dei romani [« La conquête romaine »], Milan, Il Saggiatore, 1989
- (it) Giovanni Pugliese Carratelli, Profilo della storia politica dei Greci in Occidente, Bompiani, 1996, 799 p. (ISBN 88-452-2821-5)
- (it) Howard H. Scullard, Storia del mondo romano. Dalla fondazione di Roma alla distruzione di Cartagine, vol. 1, Milan, BUR, 1992 (ISBN 88-17-11574-6)
- (it) Mario Torelli, L'incontro con gli Etruschi, Bompiani, 1996 (ISBN 88-452-2821-5)
- (it) Mario Torelli, Storia degli Etruschi, Rome et Bari, Economia Laterza, 1997, 302 p. (ISBN 88-420-5222-1)
- (it) Brian H. Warmington, Storia di Cartagine, Milan, Il Giornale, 1968
- (it) Mario Zuffa, Scritti di archeologia, Rome, L'Erma di Bretschneider, 1982, 442 p. (ISBN 88-7062-524-9, lire en ligne)